# Раківська сільська рада (Долинський район)
Раківська сільська рада — орган місцевого самоврядування у Долинському районі Івано-Франківської області з адміністративним центром у с. Раків.

## Загальні відомості
Водоймища на території, підпорядкованій даній раді: річка Сівка.

## Населені пункти
Сільській раді підпорядковані населені пункти:
- с. Раків

## Склад ради
Рада складається з 16 депутатів та голови.

### Керівний склад ради
| ПІБ                      | Основні відомості                                                             | Дата обрання | Дата звільнення |
| ------------------------ | ----------------------------------------------------------------------------- | ------------ | --------------- |
| Фреїв Василь Миколайович | Сільський голова, 1965 року народження, освіта, безпартійний                  | 26.03.2006   | 31.10.2010      |
| Фреїв Василь Миколайович | Сільський голова, 1965 року народження, освіта середня загальна, безпартійний | 31.10.2010   |                 |

Примітка: таблиця складена за даними джерела